# Зигота

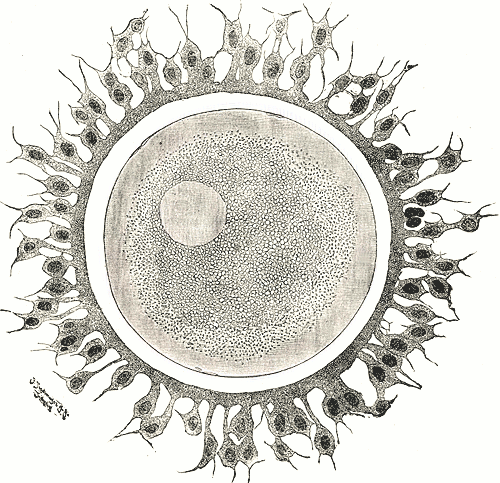
Запліднена сперматозоїдом яйцеклітина дає початок ембріональному розвитку нового організму

Зиго́та (грец. ζυγωτός) — диплоїдна (містить повний подвійний набір (2n) хромосом) клітина, що утворюється в результаті запліднення (злиття яйцеклітини і сперматозоїда). Термін ввів німецький ботанік Е. Страсбургер.
У людини перший мітотичний поділ зиготи відбувається через близько 30 годин після запліднення, що обумовлене складними процесами підготовки до першого акту дроблення. Перші поділи зиготи називають «дробленнями», тому що клітина саме дробиться: дочірні клітини після кожного ділення стають дедалі дрібнішими, а між поділами відсутня стадія росту клітини. Клітини, що утворилися в результаті дроблення зиготи, називають бластомерами.
Зигота вкрита оболонкою запліднення, що захищає її від проникнення (пенетрації) більше, ніж одного сперматозоїда (поліспермія для людини не характерна).
Після утворення зигота готується до першого поділу. В період перших 12 годин після запліднення, відбувається сингамія - процес, за якого пронуклеуси (ядра гамет) мігрують до центру клітини, наближаються один до одного та утворюють синкаріон - одноклітинний організм з пронуклеусами яйцеклітини та сперматозоїда. Після утворення синкаріону ядерні оболонки розпадаються, хромосомний матеріал зливається та утворюється ядро зиготи (хромосомний набір - 2n). 
Після початку дроблення зигота перетворюється на морулу, потім - на бластоцисту.